# André Isoir
André Isoir /ɑ̃ˈdʀe iˈzwaʀ/ (Saint-Dizier, 20 luglio 1935 – 20 luglio 2016) è stato un organista francese.

## Biografia
Isoir ha studiato all'École César-Franck, dove i suoi insegnanti principali sono stati Édouard Souberbielle per l'organo e Germaine Mounier per il pianoforte, e al conservatorio di Parigi sotto Rolande Falcinelli, dove ha vinto i suoi primi premi nell'organo e nell'improvvisazione organistica nel 1960.
Da allora in poi ha vinto parecchi concorsi organistici internazionali: nel 1965 a St Albans (Regno Unito) e tre anni dopo, a Haarlem (Paesi Bassi), "il Challenge Award". È l'unico interprete francese ad averlo vinto dall'inizio del concorso nel 1951.
Isoir è stato organista titolare a Saint-Médard a Parigi dal 1952 al 1967, alla Chiesa di Saint-Séverin dal 1967 e dal 1973 è stato titolare a Saint-Germain-des-Pres.
Nel 1974 Isoir è stato nominato professore d'organo al Conservatoire d'Orsay, promosso nel 1977 al rango di Scuola Nazionale di Musica. È diventato professore di prima fascia nel gennaio 1978 ed è rimasto a Orsay fino al 1983, quando è stato nominato professore al Conservatoire National de Region Ile de Boulogne-Billancourt, dove ha insegnato organo fino al 1994.
Isoir ha registrato sessanta dischi, vincendo così il Grand Prix du Disque nel 1972, 1973, 1974, 1975, 1977, 1980, 1989 e 1991, così come il premio "Président de la République" per "Le Livre d'Or de l'Orgue Français". Nel febbraio 1974 è stato inserito fra i membri del Friends of the Organ per il suo "Variations sur un psaume huguenot". Ha registrato l'opera completa per organo di J.S. Bach, incisione che rimane un punto di riferimento. Sono notevoli anche le sue registrazioni delle opere di César Franck sull'organo della cattedrale di Luçon.
André Isoir completa la sua cultura musicale attraverso una conoscenza completa dello strumento; essa contribuisce, dal suo punto di vista, a una migliore comprensione dei differenti stili musicali sia in termini di tecnica che nel registro.
Isoir è stato nominato Cavaliere dell'Ordine Nazionale al Merito, migliore solista strumentale dell'anno secondo Victoires de la Musique e anche "Choc de l'année 2000" dal giornale Le Monde de la Musique per la sua interpretazione de L'arte della fuga di J.S. Bach. Muore il 20 luglio 2016, giorno del suo 81º compleanno.